# Phidippus putnami
Phidippus putnami es una especie de araña araneomorfa del género Phidippus, familia Salticidae Fue descrita científicamente por G. W. Peckham y E. G. Peckham en 1883.
Habita en los Estados Unidos. Los machos miden de 7,35 a 9,02 mm y las hembras de 8,52 a 11,19 mm.